# 황금기러기상
흔히 황금기러기상(이탈리아어: La Siola d'Oro)이라고 부르는 황금기러기 협회의 리나 팔리우기 상(이탈리아어: Lina Pagliughi dall’Associazione Siola d'Oro)은 이탈리아의 다콰비바 공작 국제 콩쿠르(Duchi d'Acquaviva)의 여성 성악 부문의 일등상이다. 이 콩쿨은 음악의 친구들(Amici della Musica)이 주관하며, 2년마다 한번씩 열린다. 여성 성악 부문의 일등상만 황금기러기 협회에서 준다.

## 수상자
- 마리엘라 데비아
- 1993년 - 조수미[2]
- 1997년 - 파트리지아 치오피[3]
- 준 앤더슨
- 2000년 - 엘리자베스 비달
- 2005년 - 아니크 마시스[4]
- 2007년 - 조앤 서덜랜드